# Вілл Грігсбі
Вілл Грігсбі (англ. Will Grigsby; 19 березня 1970) — американський професійний боксер, чемпіон світу за версією IBF (1998—1999, 2005—2006) в першій найлегшій вазі.

## Професіональна кар'єра
Дебютував на профірингу 1988 року. Вже в другому бою 24 лютого 1989 року в андеркарді бою між Айреном Барклі і Роберто Дюраном зазнав першої поразки від майбутнього члена Міжнародної зали боксерської слави американця Майкла Карбахала.
18 грудня 1998 року в бою проти тайця Ратанапол Сор Ворапін одностайним рішенням суддів завоював вакантний титул чемпіона світу за версією IBF в першій найлегшій вазі. Після одного вдалого захисту втратив титул 2 жовтня 1999 року, програвши мексиканцю Рікардо Лопесу.
В наступному бою 22 липня 2000 року здобув перемогу над пуерториканцем Нельсоном Дьєппа, але вакантний титул чемпіона за версією WBO в першій найлегшій вазі не отримав, оскільки провалив допінг-тест, і бій був оголошений таким, що не відбувся, а титул залишився вакантним.
Відбувши дикваліфікацію, продовжив виступи і 14 травня 2005 року в бою проти мексиканця Віктора Бургоса знов завоював титул чемпіона світу за версією IBF в першій найлегшій вазі. В першому ж захисті 7 січня 2006 року програв мексиканцю Улісесу Соліс. Зустрівшись з ним в реванші 25 січня 2007 року, програв вдруге і завершив кар'єру.